# YKK

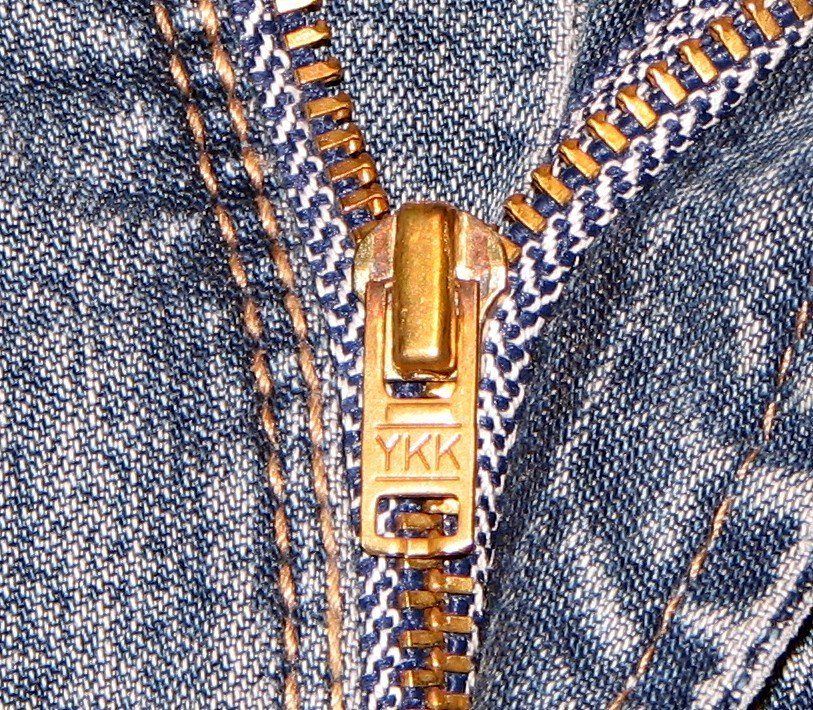
Fermoar YKK

YKK Group este o companie producătoare de fermoare din Japonia.
A fost înființată în 1934 ca producător de accesorii vestimentare și în prezent desfășoară activități în peste 70 de țări din întreaga lume.
Cifra de afaceri anuală a grupului este de aproximativ 6 miliarde de euro.
În anul 2003 compania avea 36.000 de angajați care lucrau în 218 fabrici și reprezentanțe din 60 de țări.

## YKK în România
YKK a deschis în 1998 o reprezentanță în România, prin YKK Austria, iar în 2001 a înființat societatea YKK Romania SRL.
A deținut o fabrică de fermoare la Buftea/Chitila, realizată printr-o investiție de 13,5 milioane de euro.
În aprilie 2010 fabrica a fost închisă.